# آلة

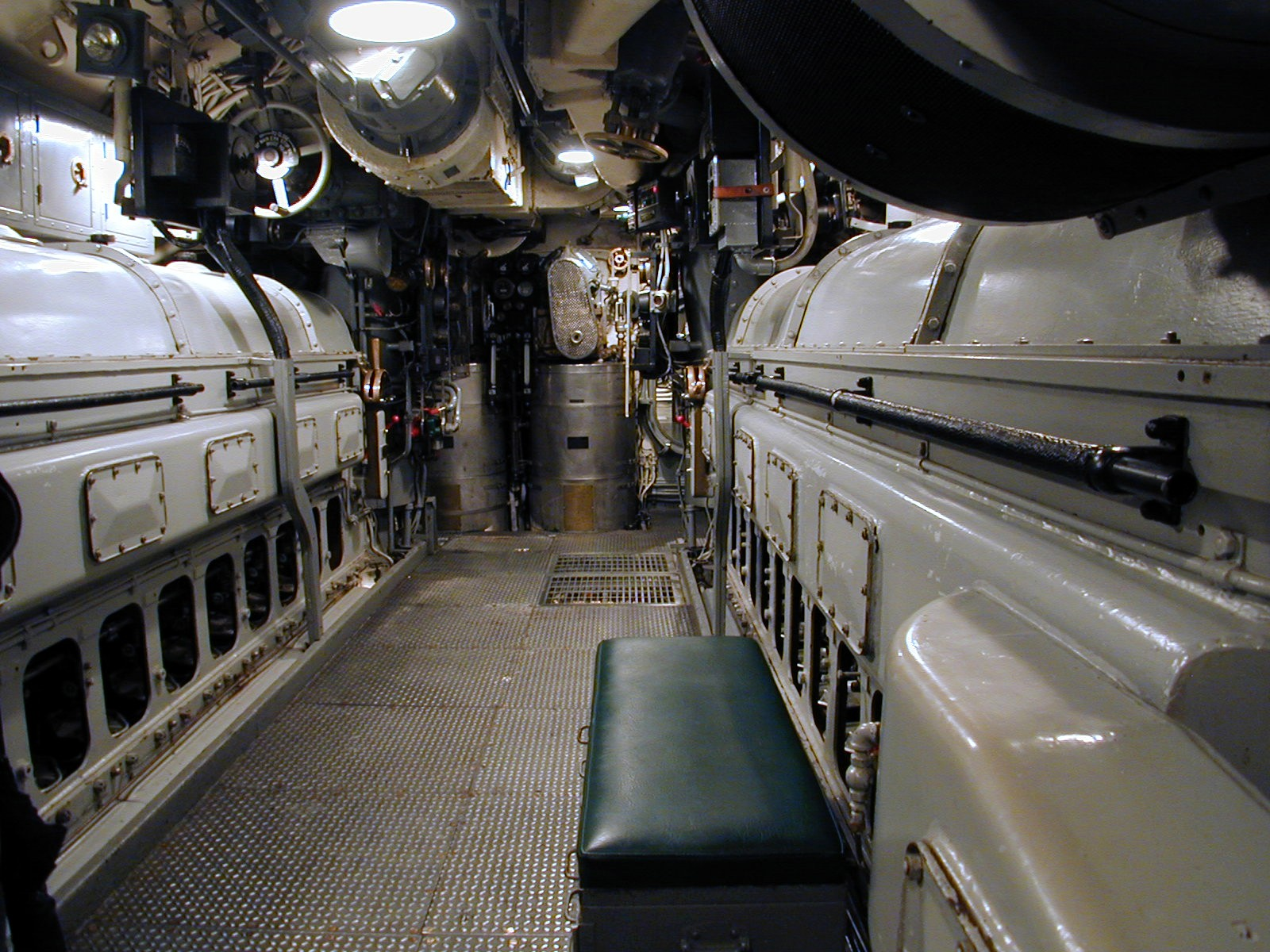
آلات محركات السفينة

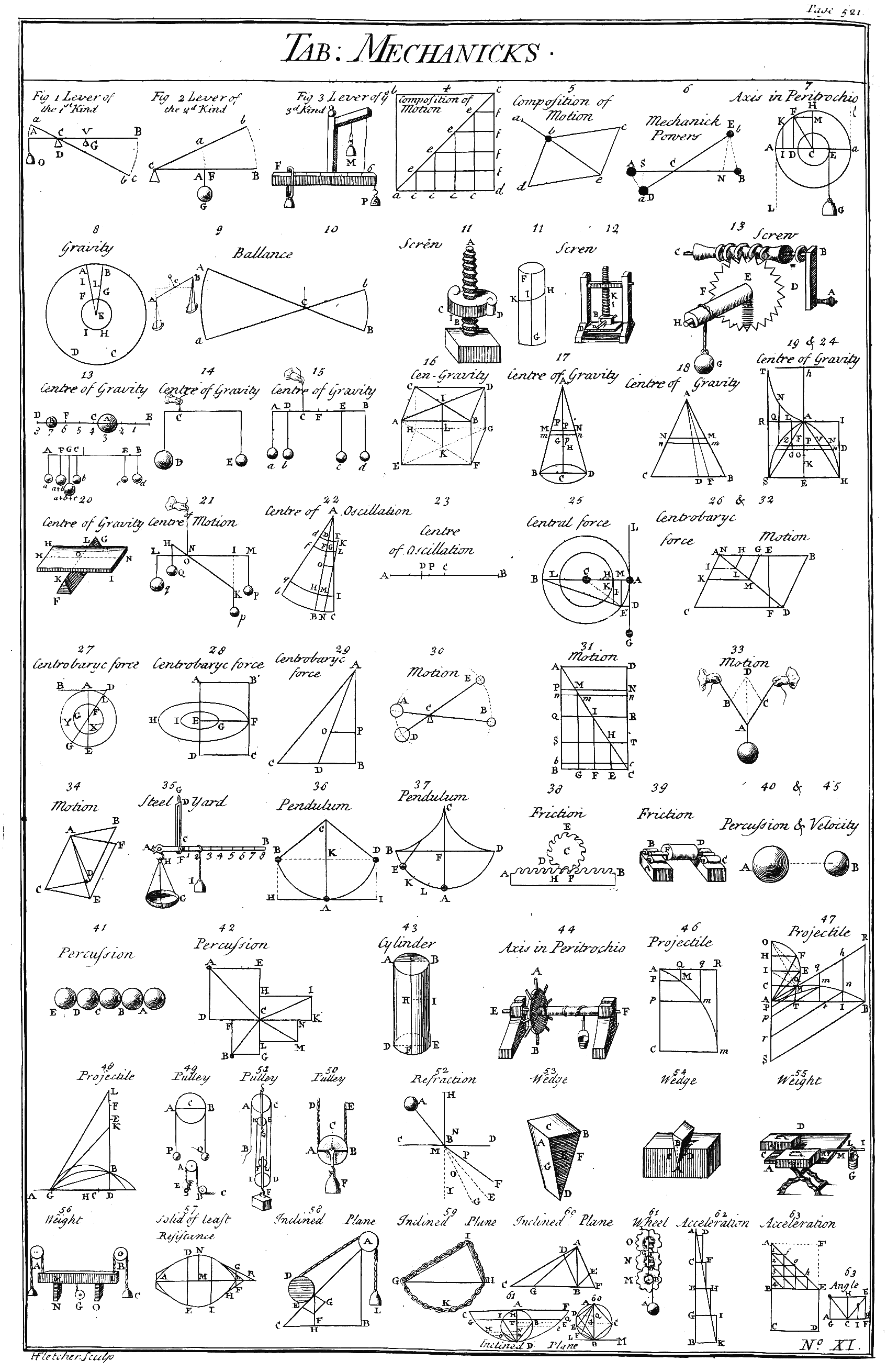
جدول للآليات البسيطة (1728م).

الآلة هي جهاز يستعمل الطاقة ليؤدي عملا ما. فالمصانع تستخدم آلات الثقب الكبيرة، والمخارط، والمكابس لتصنيع المنتجات التي نستخدمها. وتعتمد الأعمال على الآلات الكاتبة، والحواسيب، وآلات أخرى متعددة.

## النظم الميكانيكية
يدير النظام الميكانيكي الاستطاعة لتحقيق مهمة تتضمن قوة وحركة. الآلات الحديثة هي نظم تتكون من:
1. مصدر طاقة ومحركات تولد القوة والحركة،
2. مجموعة آليات تحول استطاعة الدخل الآتية من المحرك إلى شكل آخر لتحقيق تطبيق محدد لقوى الخرج وحركته،
3. متحكم مزود بحساسات تقارن الخرج مع الخرج المطلوب (الغاية الأدائية) ثم توجه دخل المحرك،
4. وأخيرًا واجهة لمُشغّل تتكون من عتلات وقواطع وشاشات عرض.

يمكن ملاحظة هذه المكونات في محرك واط البخاري (انظر الشكل المرفق) الذي يستجر الاستطاعة من تمدد البخار الذي يحرك المكبس. يحول العمود العامل (الذراع) مع المفصل والمرفق (أو الكرَنك) حركة المكبس الخطية إلى حركة دائرية لطارة الخرج. أخيرًا، يقود دورانُ الطارة منظمَ الطرد المركزي الذي يتحكم بصمام دخول البخار إلى أسطوانة المكبس.
تشير الصفة «ميكانيكي أو آلي» إلى إدخال المعنى الحرفي التطبيقي لعلمٍ أو فن، بالإضافة إلى كونه متعلقًّا بحركة أو قوى فيزيائية أو خواص أو عناصر كتلك التي يتعامل معها الميكانيكا أو ناتجًا عنها بشكل مشابه، يُعرّف معجم ميريام ويبستر صفة «ميكانيكي أو آلي» بأنها متعلقة بالآلات أو الأدوات.
يشكل تدفق الاستطاعة عبر آلة طريقة لفهم أداء أجهزة تتراوح من العتلات والمجموعات المسننية إلى السيارات والأنظمة الروبوتية. كتب الميكانيكي الفرنسي فرانز رويلو أن «الآلة هي مجموعة من الأجسام المقاومة المرتبة بطريقة تصبح معها القوى الميكانيكية في الطبيعة مجبرة على أداء عمل ترافقه حركة حتمية معينة». لاحظ أن القوى والحركة تتّحد لتعرّف مفهوم الاستطاعة.
صرح أويكر وزملاؤه بأنها نظام «يتكون عمومًا من مصدر استطاعة وميكانيزم للاستخدام المتحَكم به لهذه الاستطاعة».